# Eva Gräfin Finck von Finckenstein
Eva Gräfin Finck von Finckenstein (Berlin, 3 décembre 1903 - Santiago, 13 mars 1994) est une femme politique allemande. 